# Celles-en-Bassigny
Celles-en-Bassigny település Franciaországban, Haute-Marne megyében. Lakosainak száma 72 fő (2022. január 1.). Celles-en-Bassigny Lavernoy, Marcilly-en-Bassigny, Rançonnières, Varennes-sur-Amance és Andilly-en-Bassigny községekkel határos.

## Népesség
A település népességének változása:
| Lakosok száma | 108  | 83   | 84   | 77   | 79   | 79   | 83   | 76   | 72   | 72   |
|               | 1968 | 1982 | 1990 | 2006 | 2013 | 2015 | 2017 | 2019 | 2020 | 2022 |